# إكسبراس إير كارغو
إكسبراس إير كارغو (بالإنجليزية: Express Air Cargo)‏ هي شركة شحن جوي تونسية، تأسست في 2015.

## التاريخ
تم إيداع طلب تكوين الشركة في مارس 2015. في 4 أكتوبر 2016، تحصلت الشركة على شهادة المشغل الجوي التي تسمح لها بمزاولة نشاطها في مجال الشحن الجوي في تونس.

## الأسطول
أسطول إكسبراس إير كارغو يتكون من طائرتين منذ أغسطس 2016.
| الطائرة          | العدد | ملاحظات |
| ---------------- | ----- | ------- |
| بوينغ 737-300 QC | 1     |         |
| بوينغ 737-300 F  | 1     |         |
| المجموع          | 2     |         |

## مقالات ذات صلة
- قائمة شركات طيران في تونس

## روابط خارجية
- الموقع الرسمي.